# Nicolae Caranfil
Nicolae Caranfil (28 de novembro de 1893 – 22 de abril de 1978) foi um esgrimista romeno que participou dos Jogos Olímpicos de Verão de 1928, sob a bandeira da Romênia.